# 동요엔터테인먼트의 음반
이 문서는 동요엔터테인먼트에서 발매한 음반 목록이다.

## 2010년대
- 2018년 11월 21일 동키즈 - [Digital Single] DONGKIZ Pre-debut D/S 1.
- 2019년 4월 24일 동키즈 - [Digital Single] DONGKIZ ON THE BLOCK
- 2019년 7월 22일 동키즈 - [Digital Single] BlockBuster
- 2019년 9월 11일 동키즈 - [Digital Single] 상상 속의 너
- 2019년 11월 6일 동키즈 - DONGKY TOWN

## 2020년대
- 2020년 1월 31일 동키즈 - 엘소드 홀로그램 콘서트 OST
- 2020년 3월 15일 동키즈 - [Digital Single] LUPIN
- 2020년 7월 7일 동키즈 아이캔 - [Digital Single] Y.O.U
- 2020년 8월 19일 동키즈 - [Digital Single] 自我
- 2021년 4월 15일 동키즈 - [Digital Single] Youniverse
- 2021년 7월 1일 동키즈 - [Digital Single] CHASE EPISODE 1. GGUM
- 2021년 12월 30일 동키즈 - [Digital Single] It’s All Right Part.2
- 2022년 1월 17일 동키즈 - [Digital Single] BETTER TOGETHER (To Beat Covid-19)
- 2022년 4월 12일 DKZ - [Digital Single] CHASE EPISODE 2. MAUM
- 2022년 7월 13일 재찬 - [Digital Single] 봄[1]
- 2022년 9월 3일 DKZ - Listen-Up(리슨업) EP.6
- 2022년 10월 6일 DKZ - [Digital Single] CHASE EPISODE 3. BEUM
- 2022년 12월 5일 DKZ - <불후의 명곡> 패티김 편
- 2022년 12월 30일 DKZ - [Digital Single] It’s All Right Part.3
- 2023년 3월 11일 DKZ - <불후의 명곡> YB 편
- 2023년 5월 31일 나인투식스 - [Digital Single] GOOD TO YOU
- 2023년 8월 24일 재찬 - [Digital Single] 시간[2]
- 2023년 9월 6일 재찬 - JCFACTORY
- 2023년 11월 25일 재찬 - [Digital Single] 내 귀에 띵곡 Part.02[3]
- 2023년 12월 5일 DKZ - [Digital Single] 낮달[4]
- 2023년 12월 30일 DKZ - [Digital Single] It’s All Right Part.4
- 2024년 4월 12일 DKZ - REBOOT
- 2024년 11월 26일 오종혁 - [Digital Single] 사랑이 그래요 (2024)
- 2025년 1월 5일 DKZ - [Digital Single] It's All Right Part.5
- 2025년 1월 12일 DKZ - 체크인 한양 OST Part.6
- 2025년 5월 16일 재찬 - JCFACTORY vol.2